# Kaisa Juuso
Kaisa Juuso, född 23 september 1960 i Nedertorneå, är en finländsk politiker (Sannfinländarna). Hon är ledamot av Finlands riksdag sedan 2019. Hon avlade 1986 filosofie kandidatexamen vid Stockholms universitet. Hon har arbetat som specialsakkunnig i internationell sjukvård vid Försäkringskassan i Haparanda.
Juuso blev invald i riksdagsvalet 2019 med 5 767 röster från Lapplands valkrets.